# Helena Suková
Helena Suková (ur. 23 lutego 1965 w Pradze) – czeska tenisistka, czterokrotna finalistka turniejów wielkoszlemowych w grze pojedynczej, zwyciężczyni czternastu turniejów wielkoszlemowych w grze podwójnej i mieszanej, medalistka olimpijska, zdobywczyni Pucharu Federacji.

## Styl gry
Wysoka zawodniczka (1,88 m), praworęczna, grająca ofensywnym stylem „serwis-wolej”, pochodzi z rodziny tenisowej. Jej matka Věra była w 1962 finalistką Wimbledonu, ojciec Cyril stał na czele Czechosłowackiej Federacji Tenisowej. Jej młodszy brat, również Cyril, zalicza się do czołowych deblistów świata i partnerował siostrze w kilku wielkoszlemowych zwycięstwach w mikście.

## Kariera tenisowa
Karierę zawodową rozpoczęła w 1983 i występowała na światowych kortach przez piętnaście lat. Pierwszy turniej w grze pojedynczej wygrała już w 1982 w Newport, w grze podwójnej w 1984 – w Marco Island (Floryda, z Haną Mandlíkovą). W grudniu 1984 po raz pierwszy wystąpiła w finale wielkoszlemowym w singlu – w Australian Open (rozgrywanym wówczas jeszcze pod koniec roku) pokonała kilka rywalek ze ścisłej czołówki światowej (m.in. Kohde-Kilsch, Shriver, Navrátilová), by dopiero w finale ulec Amerykance Chris Evert w trzech setach (6:7, 6:1, 6:3). Półfinałowe zwycięstwo nad Navrátilovą przerwało serię 74 zwycięstw tej tenisistki.
W 1986 Suková była w finale US Open, po półfinałowym zwycięstwie nad Evert; w decydującym meczu nie sprostała Navrátilovej. Trzeci wielkoszlemowy finał w singlu osiągnęła w Australian Open w 1989 (przeniesionym już na styczeń), gdzie pokonała w ćwierćfinale Navrátilovą, w półfinale rewelacyjną Nowozelandkę Belindę Cordwell, by w finale przegrać z Niemką Steffi Graf. W 1993 ponownie była finalistką US Open (jako nr 12 na świecie była najniżej sklasyfikowaną finalistką tego turnieju od 1978), pokonała m.in. Navrátilovą, Katerinę Maleewą i Arantxę Sánchez Vicario; także czwarty (i ostatni w karierze) singlowy finał wielkoszlemowy nie przyniósł jej końcowego sukcesu, tym razem lepsza okazała się Graf (3:6, 3:6). Udało się natomiast Sukovej wygrać w US Open 1993 turniej deblowy (z Sánchez Vicario) i mikstowy (z Australijczykiem Woodbridgem); stała się tym samym siódmą tenisistką w erze „open” (od 1968), która w jednym turnieju wielkoszlemowym zaliczyła wszystkie trzy finały.
Poza występami finałowymi Helena Suková osiągnęła w grze pojedynczej jedenaście ćwierćfinałów i trzy półfinały w Wielkim Szlemie. Wygrała łącznie dziesięć turniejów (m.in. Canadian Open w 1986), a jej najwyższym miejscem w rankingu światowym była pozycja nr 4. W 1985 została wyróżniona przez WTA tytułem zawodniczki, która poczyniła w sezonie największe postępy. Ponad 10 lat później w czerwcu 1996 jako dziewiąta tenisistka w erze „open” przekroczyła liczbę 600 zwycięstw; jubileuszowe zwycięstwo odniosła w ćwierćfinale turnieju w Rosmalen (na kortach trawiastych), pokonując czwartą na świecie Chorwatkę Ivę Majoli (ostatecznie Suková przegrała w tym turnieju w finale). Łącznie jedenaście razy zakwalifikowała się do podsumowującego sezon turnieju Masters.
Kariera deblowa przyniosła Helenie Sukovej znacznie większe sukcesy. Wygrała łącznie 68 turniejów, w tym dziewięć wielkoszlemowych, była liderką rankingu deblistek, zdobyła z Janą Novotną dwa srebrne medale olimpijskie (Seul 1988 i Atlanta 1996); wraz z Novotną tworzyła parę, której WTA przyznało mistrzostwo świata za lata 1989 i 1990. Była trzynastokrotną uczestniczką deblowego turnieju Masters, jeden raz udało się jej w nim triumfować (1992, z Sánchez Vicario). Do partnerek, z którymi osiągała znaczące sukcesy, można zaliczyć Niemkę Claudię Kohde-Kilsch, rodaczkę Janę Novotną, Hiszpankę Arantxę Sánchez Vicario. Sporadycznie występowała także z innymi znanymi tenisistkami, m.in. Navrátilovą, Graf, Mary Joe Fernández, Gigi Fernández, Natallą Zwierawą, Łarysą Sawczenko-Neiland.
Do sukcesów deblowych należy doliczyć udane występy w grze mieszanej. Wygrała pięć turniejów wielkoszlemowych, startując w parze z bratem Cyrilem i Australijczykiem Toddem Woodbridgem. Sukcesy świętowała również jako reprezentantka kraju, najpierw Czechosłowacji, pod koniec kariery Czech. Oprócz wspomnianych sukcesów olimpijskich w deblu startowała także w Barcelonie w 1992. W 1989 w parze ze Słowakiem Miloslavem Mečířem wygrała (dla Czechosłowacji) inauguracyjną edycję Pucharu Hopmana, wkrótce uznanego za nieoficjalne mistrzostwa świata w grze mieszanej. W latach 1981–1996 występowała w reprezentacji w Pucharze Federacji (od 1995 w zespole Czech), mając znaczący udział w zdobyciu tego trofeum w 1983, 1984, 1985 i 1988.
Wieloletnią karierę sportową Suková zamierzała zakończyć po Australian Open w 1998, ostatecznie jednak wystartowała jeszcze pół roku później na Wimbledonie. Oba występy zakończyła na I rundzie. Jej łączne zarobki na korcie przekroczyły sześć milionów dolarów; na sportowej emeryturze zajmuje się m.in. interesami w branży restauracyjnej.
Dnia 22 lipca 2018 została uhonorowana miejscem w Międzynarodowej Tenisowej Galerii Sławy.

## Historia występów wielkoszlemowych
Legenda
     W, wygrany turniej
     F, przegrana w finale
     SF, przegrana w półfinale
     QF, przegrana w ćwierćfinale
     xR, przegrana w x rundzie
      A, brak startu
     NH, turniej się nie odbył
Turniej Australian Open odbył się dwukrotnie w 1977 roku (styczeń i grudzień), za to nie został rozegrany w 1986.

### Występy w grze pojedynczej
| Turniej                | 1981 | 1982 | 1983 | 1984 | 1985 | 1986 | 1987 | 1988 | 1989 | 1990 | 1991 | 1992 | 1993 | 1994 | 1995 | 1996 | 1997 | 1998 | Tytuły | Z–P      |
| ---------------------- | ---- | ---- | ---- | ---- | ---- | ---- | ---- | ---- | ---- | ---- | ---- | ---- | ---- | ---- | ---- | ---- | ---- | ---- | ------ | -------- |
| Australian Open        | 3R   | 1R   | 3R   | F    | QF   | NH   | 4R   | QF   | F    | SF   | 3R   | 3R   | A    | 3R   | 2R   | 3R   | 1R   | 1R   | 0 / 16 | 38 – 16  |
| French Open            | A    | 2R   | 4R   | 1R   | 2R   | SF   | 4R   | QF   | 2R   | A    | 2R   | A    | A    | 3R   | 1R   | 1R   | 2R   | A    | 0 / 13 | 21 – 13  |
| Wimbledon              | A    | 1R   | 1R   | 4R   | QF   | QF   | QF   | QF   | 4R   | 4R   | 1R   | 3R   | QF   | 4R   | 2R   | 2R   | 4R   | 1R   | 0 / 17 | 39 – 17  |
| US Open                | A    | 1R   | 3R   | QF   | QF   | F    | SF   | 4R   | QF   | 4R   | 3R   | 4R   | F    | A    | 2R   | 3R   | 1R   | A    | 0 / 15 | 45 – 15  |
|                        |      |      |      |      |      |      |      |      |      |      |      |      |      |      |      |      |      |      |        |          |
| Ranking na koniec roku | 74   | 25   | 17   | 7    | 9    | 5    | 7    | 8    | 8    | 14   | 17   | 12   | 17   | 22   | 29   | 27   | 80   | –    | 0 / 61 | 143 – 61 |

### Występy w grze podwójnej
| Australian Open        | QF                  | 2R                  | A                   | F  | F  | NH | SF | A  | SF | W | 3R | W  | A  | 3R | QF | 1R | SF | 1R | 2 / 14 | 41 – 12  |  |  |  |  |  |
| French Open            | A                   | 3R                  | 1R                  | 3R | F  | SF | SF | F  | SF | W | SF | A  | A  | 1R | 1R | QF | QF | SF | 1 / 15 | 46 – 14  |  |  |  |  |  |
| Wimbledon              | A                   | 2R                  | 3R                  | 1R | SF | 2R | W  | A  | W  | W | QF | SF | QF | 2R | QF | W  | SF | QF | 4 / 16 | 53 – 12  |  |  |  |  |  |
| US Open                | A                   | 3R                  | A                   | 1R | W  | QF | QF | 3R | 3R | F | 3R | SF | W  | A  | SF | SF | 3R | A  | 2 / 14 | 45 – 12  |  |  |  |  |  |
|                        |                     |                     |                     |    |    |    |    |    |    |   |    |    |    |    |    |    |    |    |        |          |  |  |  |  |  |
| Ranking na koniec roku | nie był publikowany | nie był publikowany | nie był publikowany | 8  | 3  | 3  | 6  | 4  | 2  | 1 | 8  | 1  | 2  | 23 | 9  | 6  | 10 | 42 | 9 / 59 | 185 – 50 |  |  |  |  |  |

### Występy w grze mieszanej
| Australian Open | Turniej nie był rozgrywany | Turniej nie był rozgrywany | Turniej nie był rozgrywany | Turniej nie był rozgrywany | Turniej nie był rozgrywany | Turniej nie był rozgrywany | A  | A | A  | A  | 1R | A  | A  | F  | SF | QF | 2R | F  | A | A  | 0 / 6  | 14 – 6  |  |  |  |  |  |  |  |  |  |  |  |  |  |
| French Open     | A                          | A                          | A                          | A                          | QF                         | A                          | 1R | A | 3R | A  | W  | A  | A  | SF | 2R | 2R | SF | 3R | A | A  | 1 / 9  | 17 – 8  |  |  |  |  |  |  |  |  |  |  |  |  |  |
| Wimbledon       | A                          | 1R                         | A                          | A                          | QF                         | A                          | A  | A | A  | 1R | 3R | 3R | 1R | W  | 2R | W  | W  | 1R | A | 1R | 3 / 12 | 25 – 9  |  |  |  |  |  |  |  |  |  |  |  |  |  |
| US Open         | A                          | 2R                         | A                          | A                          | A                          | A                          | A  | A | A  | A  | 2R | F  | W  | A  | A  | QF | 2R | A  | A | A  | 1 / 6  | 14 – 5  |  |  |  |  |  |  |  |  |  |  |  |  |  |
|                 |                            |                            |                            |                            |                            |                            |    |   |    |    |    |    |    |    |    |    |    |    |   |    |        |         |  |  |  |  |  |  |  |  |  |  |  |  |  |
|                 |                            |                            |                            |                            |                            |                            |    |   |    |    |    |    |    |    |    |    |    |    |   |    | 5 / 33 | 70 – 28 |  |  |  |  |  |  |  |  |  |  |  |  |  |

## Finały turniejów WTA
| Legenda                   | Legenda |
| ------------------------- | ------- |
| Wielki Szlem              |         |
| Igrzyska olimpijskie      |         |
| WTA Tour Championships    |         |
| WTA Doubles Championships |         |
| 1971 – 1987               |         |
| Virginia Slims Circuit    |         |
| Grand Prix Series         |         |
| Colgate Series            |         |
| 1988 – 2008               |         |
| Kategoria I               |         |
| Kategoria II              |         |
| Kategoria III             |         |
| Kategoria IV              |         |
| Kategoria V               |         |

### Gra pojedyncza 31 (10–21)
| Końcowy wynik | Nr  | Data                 | Turniej          | Nawierzchnia    | Przeciwniczka        | Wynik finału     |
| ------------- | --- | -------------------- | ---------------- | --------------- | -------------------- | ---------------- |
| Zwyciężczyni  | 1.  | 17 stycznia 1982     | Newport          | Dywanowa (hala) | Patricia Medrado     | 6:2, 6:7, 6:0    |
| Finalistka    | 1.  | 21 marca 1982        | Austin           | Dywanowa (hala) | Claudia Kohde-Kilsch | 6:7(5), 6:0, 3:6 |
| Finalistka    | 2.  | 8 sierpnia 1982      | Indianapolis     | Ceglana         | Virginia Ruzici      | 2:6, 0:6         |
| Finalistka    | 3.  | 1 kwietnia 1984      | Boston           | Dywanowa (hala) | Hana Mandlíková      | 5:7, 0:6         |
| Zwyciężczyni  | 2.  | 18 listopada 1984    | Brisbane         | Trawiasta       | Elizabeth Sayers     | 6:4, 6:4         |
| Finalistka    | 4.  | 9 grudnia 1984       | Australian Open  | Trawiasta       | Chris Evert          | 7:6(4), 1:6, 3:6 |
| Finalistka    | 5.  | 24 marca 1985        | Nowy Jork        | Dywanowa (hala) | Martina Navrátilová  | 3:6, 5:7, 4:6    |
| Finalistka    | 6.  | 23 czerwca 1985      | Eastbourne       | Trawiasta       | Martina Navrátilová  | 4:6, 3:6         |
| Finalistka    | 7.  | 9 marca 1986         | Princeton        | Dywanowa (hala) | Martina Navrátilová  | 6:3, 0:6, 6:7(5) |
| Finalistka    | 8.  | 22 czerwca 1986      | Eastbourne       | Trawiasta       | Martina Navrátilová  | 6:3, 3:6, 4:6    |
| Zwyciężczyni  | 3.  | 10 sierpnia 1986     | Montreal         | Twarda          | Pam Shriver          | 6:2, 7:5         |
| Finalistka    | 9.  | 6 września 1986      | US Open          | Twarda          | Martina Navrátilová  | 3:6, 2:6         |
| Zwyciężczyni  | 4.  | 5 października 1986  | Hilversum        | Dywanowa (hala) | Catherine Tanvier    | 6:2, 7:5         |
| Finalistka    | 10. | 12 października 1986 | Zurich           | Dywanowa (hala) | Steffi Graf          | 6:4, 2:6, 4:6    |
| Finalistka    | 11. | 22 lutego 1987       | Boca Ranton      | Twarda          | Steffi Graf          | 2:6, 3:6         |
| Zwyciężczyni  | 5.  | 5 kwietnia 1987      | Piscataway       | Dywanowa (hala) | Lori McNeil          | 6:0, 6:3         |
| Zwyciężczyni  | 6.  | 21 czerwca 1987      | Eastbourne       | Trawiasta       | Martina Navrátilová  | 7:6(5), 6:3      |
| Finalistka    | 12. | 10 stycznia 1988     | Sydney           | Trawiasta       | Pam Shriver          | 2:6, 3:6         |
| Finalistka    | 13. | 1 maja 1988          | Tokio            | Dywanowa (hala) | Pam Shriver          | 5:7, 1:6         |
| Finalistka    | 14. | 15 maja 1988         | Berlin           | Ceglana         | Steffi Graf          | 3:6, 2:6         |
| Zwyciężczyni  | 7.  | 8 stycznia 1989      | Brisbane         | Trawiasta       | Brenda Schultz       | 7:6(6), 7:6(6)   |
| Finalistka    | 15. | 29 stycznia 1989     | Australian Open  | Twarda          | Steffi Graf          | 4:6, 4:6         |
| Finalistka    | 16. | 4 marca 1990         | Indian Wells     | Twarda          | Martina Navrátilová  | 2:6, 7:5, 1:6    |
| Finalistka    | 17. | 17 czerwca 1990      | Birmingham       | Trawiasta       | Zina Garrison        | 4:6, 1:6         |
| Finalistka    | 18. | 28 października 1990 | Brighton         | Dywanowa (hala) | Steffi Graf          | 5:7, 3:6         |
| Zwyciężczyni  | 8.  | 8 stycznia 1991      | Brisbane         | Trawiasta       | Akiko Kijimuta       | 6:4, 6:3         |
| Zwyciężczyni  | 9.  | 14 lutego 1992       | Osaka            | Dywanowa (hala) | Laura Gildemeister   | 6:2, 4:6, 6:1    |
| Zwyciężczyni  | 10. | 15 listopada 1992    | Indianapolis     | Twarda (hala)   | Linda Harvey-Wild    | 6:4, 6:3         |
| Finalistka    | 19. | 13 września 1993     | US Open          | Twarda          | Steffi Graf          | 3:6, 3:6         |
| Finalistka    | 20. | 23 października 1995 | Brighton         | Dywanowa (hala) | Jana Novotná         | 7:6(4), 3:6, 4:6 |
| Finalistka    | 21. | 23 października 1995 | ’s-Hertogenbosch | Trawiasta       | Anke Huber           | 4:6, 6:7(2)      |

### Gra mieszana 8 (5–3)
| Końcowy wynik | Nr | Data             | Turniej         | Nawierzchnia | Partner         | Przeciwnicy                        | Wynik finału     |
| ------------- | -- | ---------------- | --------------- | ------------ | --------------- | ---------------------------------- | ---------------- |
| Zwyciężczyni  | 1. | 7 czerwca 1991   | French Open     | Ceglana      | Cyril Suk       | Caroline Vis Paul Haarhuis         | 3:6, 6:4, 6:1    |
| Finalistka    | 4. | 13 września 1992 | US Open         | Twarda       | Tom Nijssen     | Nicole Provis Mark Woodforde       | 6:4, 3:6, 3:6    |
| Zwyciężczyni  | 4. | 12 września 1993 | US Open         | Twarda       | Todd Woodbridge | Martina Navrátilová Mark Woodforde | 6:3, 7:6         |
| Finalistka    | 2. | 30 stycznia 1994 | Australian Open | Twarda       | Todd Woodbridge | Łarysa Neiland Andriej Olchowski   | 5:7, 7:6(0), 2:6 |
| Zwyciężczyni  | 1. | 2 lipca 1994     | Wimbledon       | Trawiasta    | Todd Woodbridge | Lori McNeil T.J. Middleton         | 3:6, 7:5, 6:3    |
| Zwyciężczyni  | 3. | 7 lipca 1996     | Wimbledon       | Trawiasta    | Cyril Suk       | Łarysa Neiland Mark Woodforde      | 1:6, 6:3, 6:2    |
| Zwyciężczyni  | 4. | 5 lipca 1997     | Wimbledon       | Trawiasta    | Cyril Suk       | Łarysa Neiland Andriej Olchowski   | 4:6, 6:3, 6:4    |
| Finalistka    | 4. | 31 stycznia 1998 | Australian Open | Twarda       | Cyril Suk       | Venus Williams Justin Gimelstob    | 2:6, 1:6         |

## Występy w Turnieju Mistrzyń

### W grze pojedynczej
| Rok             | Rezultat    | Przeciwniczka           | Wynik               |
| 1984            | Ćwierćfinał | Chris Evert             | 1:6, 2:6            |
| 1985            | Finał       | Martina Navrátilová     | 3:6, 5:7, 4:6       |
| 1986 (marzec)   | Ćwierćfinał | Chris Evert             | 6:1, 1:6, 1:6       |
| 1986 (listopad) | Półfinał    | Steffi Graf             | 6:7, 6:3, 1:6       |
| 1987            | Ćwierćfinał | Steffi Graf             | 2:6, 0:2 krecz      |
| 1988            | Półfinał    | Gabriela Sabatini       | 4:6, 2:6            |
| 1989            | Ćwierćfinał | Steffi Graf             | 2:6, 1:6            |
| 1990            | I runda     | Katerina Maleewa        | 3:6, 3:6            |
| 1991            | I runda     | Mary Joe Fernández      | 6:2, 6:7, 2:2 krecz |
| 1992            | I runda     | Jennifer Capriati       | 6:7, 1:6            |
| 1993            | I runda     | Arantxa Sánchez Vicario | 5:7, 2:6            |

### W grze podwójnej
| Rok             | Rezultat    | Partnerka               | Przeciwniczki                        | Wynik               |
| 1985            | Finał       | Claudia Kohde-Kilsch    | Martina Navrátilová Pam Shriver      | 7:6(4), 4:6, 6:7(5) |
| 1986 (marzec)   | Finał       | Claudia Kohde-Kilsch    | Hana Mandlíková Wendy Turnbull       | 4:6, 7:5, 6:4       |
| 1986 (listopad) | Finał       | Claudia Kohde-Kilsch    | Martina Navrátilová Pam Shriver      | 6:7(1), 3:6         |
| 1987            | Finał       | Claudia Kohde-Kilsch    | Martina Navrátilová Pam Shriver      | 1:6, 1:6            |
| 1988            | Półfinał    | Claudia Kohde-Kilsch    | Łarysa Sawczenko Natalla Zwierawa    | 6:3, 4:6, 5:7       |
| 1989            | Półfinał    | Jana Novotná            | Łarysa Sawczenko Natalla Zwierawa    | 6:3, 6:7, 4:6       |
| 1990            | Ćwierćfinał | Jana Novotná            | Natalija Medwediewa Leila Meschi     | 4:6, 6:1, 3:6       |
| 1991            | Półfinał    | Arantxa Sánchez Vicario | Martina Navrátilová Pam Shriver      | 4:6, 2:6            |
| 1992            | Zwycięstwo  | Arantxa Sánchez Vicario | Łarysa Neiland Jana Novotná          | 7:6(4), 6:1         |
| 1993            | Półfinał    | Arantxa Sánchez Vicario | Łarysa Neiland Jana Novotná          | 6:7, 6:3, 3:6       |
| 1995            | Ćwierćfinał | Lori McNeil             | Nicole Arendt Manon Bollegraf        | 6:7(3), 2:6         |
| 1996            | Ćwierćfinał | Martina Hingis          | Jana Novotná Arantxa Sánchez Vicario | 4:6, 6:3, 5:7       |
| 1997            | Półfinał    | Łarysa Neiland          | Lindsay Davenport Jana Novotná       | 0:6, 6:7            |

## Występy w turnieju WTA Doubles Championships
| Rok  | Rezultat   | Partnerka            | Przeciwniczki                   | Wynik            |
| 1987 | Zwycięstwo | Claudia Kohde-Kilsch | Elise Burgin Pam Shriver        | 6:1, 7:6(5)      |
| 1991 | Zwycięstwo | Gigi Fernández       | Łarysa Neiland Natalla Zwierawa | 4:6, 6:4, 7:6(3) |

## Występy w igrzyskach olimpijskich

### Gra pojedyncza
| Runda                                                                                    | Przeciwniczka                        | Wynik               |  |
| ---------------------------------------------------------------------------------------- | ------------------------------------ | ------------------- |  |
|                                                                                          |                                      |                     |  |
| Letnie Igrzyska Olimpijskie w Seulu 1988, reprezentując państwo Czechosłowacja [5]       |                                      |                     |  |
| I runda                                                                                  | wolny los                            | wolny los           |  |
| II runda                                                                                 | Korea Południowa: Kim Il-soon        | 2:6, 6:4, 2:6       |  |
|                                                                                          |                                      |                     |  |
| Letnie Igrzyska Olimpijskie w Barcelonie 1992, reprezentując państwo Czechosłowacja [11] |                                      |                     |  |
| I runda                                                                                  | Madagaskar: Natacha Randriantefy [Q] | 6:0, 6:1            |  |
| II runda                                                                                 | Meksyk: Angélica Gavaldón [Q]        | 6:4, 4:6, 3:5 krecz |  |
|                                                                                          |                                      |                     |  |
| Letnie Igrzyska Olimpijskie w Atlancie 1996, reprezentując państwo Czechy                |                                      |                     |  |
| I runda                                                                                  | Południowa Afryka: Mariaan de Swardt | 6:7(4), 6:3, 5:7    |  |

### Gra podwójna
| Runda                                                                          | Partnerka        | Przeciwniczki                                              | Wynik          |
| ------------------------------------------------------------------------------ | ---------------- | ---------------------------------------------------------- | -------------- |
|                                                                                |                  |                                                            |                |
| Letnie Igrzyska Olimpijskie w Seulu 1988, reprezentując państwo Czechosłowacja |                  |                                                            |                |
| I runda                                                                        | Jana Novotná [3] | Korea Południowa: Kim Il-soon / Lee Jeong-myung            | 6:2, 7:6(4)    |
| Ćwierćfinał                                                                    | Jana Novotná [3] | Japonia: Etsuko Inoue / Kumiko Okamoto                     | 6:3, 6:2       |
| Półfinał                                                                       | Jana Novotná [3] | RFN: Steffi Graf / Claudia Kohde-Kilsch [2]                | 7:5, 6:3       |
| O złoty medal                                                                  | Jana Novotná [3] | Stany Zjednoczone: Zina Garrison / Pam Shriver [1]         | 6:4, 2:6, 8:10 |
|                                                                                |                  |                                                            |                |
| Letnie Igrzyska Olimpijskie w Atlancie 1996, reprezentując państwo Czechy      |                  |                                                            |                |
| I runda                                                                        | Jana Novotná [2] | Rosja: Anna Kurnikowa / Jelena Makarowa                    | 6:2, 6:2       |
| II runda                                                                       | Jana Novotná [2] | Indonezja: Yayuk Basuki / Romana Tedjakusuma [WC]          | 6:2, 6:3       |
| Ćwierćfinał                                                                    | Jana Novotná [2] | Kanada: Jill Hetherington / Patricia Hy                    | 6:2, 6:4       |
| Półfinał                                                                       | Jana Novotná [2] | Hiszpania: Conchita Martínez / Arantxa Sánchez Vicario [4] | 6:2, 7:6(1)    |
| O złoty medal                                                                  | Jana Novotná [2] | Stany Zjednoczone: Gigi Fernández / Mary Joe Fernández [1] | 6:7(6), 4:6    |